# Aqqaba
Die Aqqaba (kasachisch Аққаба – „Weiße Kaba“) ist der linke Quellfluss der Kaba (auch Habahe).

## Flusslauf
Die Aqqaba entspringt den Gletschern am Südhang des Südlichen Altai-Gebirgszugs. Sie bildet auf ihrer gesamten Länge die Staatsgrenze zwischen Kasachstan im Westen und Volksrepublik China im Osten. Die Aqqaba fließt anfangs in westlicher Richtung und wendet sich später im mehr nach Süden. Schließlich vereinigt sich die Aqqaba mit der von rechts heranströmenden Qaraqaba zur Kaba. Die Aqqaba hat eine Länge von 99 km. Ihr Einzugsgebiet umfasst 1570 km².